# Погашення (гірництво)
Погашення в гірництві (рос. погашение в горном деле, англ. mine abandoning,  pillar extraction; нім. Rauben n, Abwerfen n) — цикл робіт з ліквідації підземних виробок або видалення корисної копалини з тимчасово залишених ціликів, міжшарової та підпокрівельної товщі.

## Погашення виробки
Погашення виробки — 1) Цикл робіт з ліквідації виробки, не потрібної для виробництва, що покликаний: ізолювати виробку від вентиляційної мережі шахти і попередити потрапляння в неї людей; демонтувати в цій виробці кріплення, транспортні пристрої та обладнання; використати виробку для розміщення в ній гірської породи, отриманої від підготовчих або ремонтних робіт, яку в іншому випадку довелося б видавати на поверхню. 2) Списання виробки з балансу діючих і «захрещення» її на планах гірничих робіт.

## Погашення гірничих робіт
Погашення гірничих робіт — 1) Заключна стадія відкритої розробки родовища, звичайно пов'язана з вичерпанням запасів чи з необхідністю переходу на підземний спосіб розробки. Ін. назва — загасання гірничих робіт. 2) Те ж саме, що й погашення виробки.

## Погашення запасів корисної копалини
Погашення запасів корисної копалини — списання з балансу запасів внаслідок відробки і втрат при експлуатації або з інших причин.

## Погашення міжшарової товщі
Погашення міжшарової товщі — цикл робіт, що виконуються у привибійному просторі нижче лежачого шару з метою видобування корисної копалини з міжшарової товщі.

## Погашення підпокрівельної товщі
Погашення підпокрівельної товщі — видалення корисної копалини, що тимчасово залишається в покрівлі очисної виробки.

## Погашення ціликів
Погашення ціликів — повне або часткове видалення корисної копалини з тимчасово залишених ціликів. Виконується різноманітними системами розробки в залежності від стану виробленого простору камер (відкриті, закладені, обвалені), кута падіння родовища, а також від своєчасності та необхідної інтенсивності виймання ціликів.